# Ян Богуміл Плерш

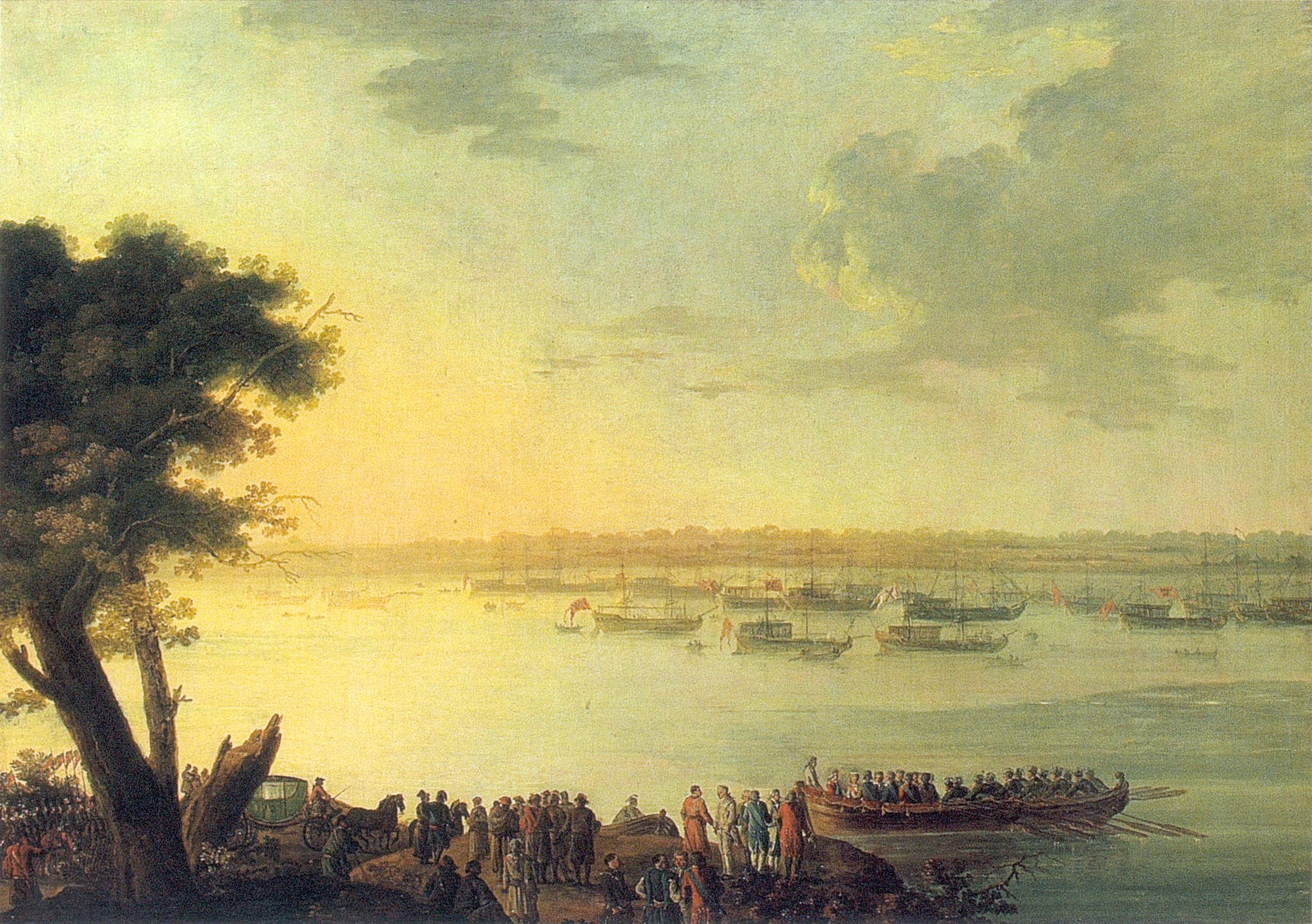
«Від'їзд Катерини II з Канева в 1787 році», між 1787—1812

Ян Богумі́л Плерш (Jan Bogumił Plersch, 1732, Варшава — 23 серпня 1817, там само) — польський художник і декоратор; придворний художник короля Станіслава Понятовського.

## Біографія
Народився в сім'ї скульптора Йогана Георга Плерша і Маріанни з дому Фонтана. Навчався в Аугсбурзі і у Віденській академії мистецтв. Працював у Варшаві, зокрема при оздобленні королівського замку. Відомий також як портретист. Мав будинок на вулиці Покорній, конскрипційний номер 2254. Віддав маєток родичам і 1813 року винайняв помешкання у монастирі боніфратрів, де прожив останні роки.
Роботи:
- Проектування настінних декорацій Уяздовського палацу (1765).
- Декорування плафонів і стін в Королівському палаці у Варшаві (1765, 1771, 1777, 1784).
- Декорування Палацу Лазєнковського, Білого будиночка та оранжереї в парку палацу (1775-1795).
- Настінні малюнки в палаці в Йордановіцах (1782).
- Батальні сцени, намальовані під час повстання Костюшка.
- Театральні декорації для королівського театру і Національного Театру (1806-1809).
- Портрети Станіслава Конарського, Якуба і Яна Канти Фонтана, Т. Морштина. Автопортрети.